# Arbo
Pour les articles homonymes, voir Arbo (homonymie).
Arbo est une commune de la province de Pontevedra en Espagne située dans la communauté autonome de Galice.

## Les Hospitaliers
La paroisse San Cristovo de Mourentán (gl) est une ancienne commanderie hospitalière des Hospitaliers de l'ordre de Saint-Jean de Jérusalem (Langue de Castille).